# 向海水库
向海水库位于中国吉林省白城市下辖的通榆县的大（二）型水库。1970年代初筑堤，天然湖泊变成大型人工水库。 主要水源为年径流较小的额木太河及由洮儿河引水补给。大水之年调节霍林河、洮儿河洪水的作用。改善向海自然保护区水源和水质条件，发展水产养殖，有效保护湿地，改善该地区生态环境。
察尔森水库通过洮儿河河道至吉林省洮南市瓦房镇龙华吐分洪闸，再经引洮干渠自北向南至通榆县向海水库，线路全长192公里。